# Musée de Notre Dame de Paris
Het Musée de Notre Dame de Paris was een klein museum gewijd aan de kathedraal Notre-Dame van Parijs en haar archeologie. Het was gevestigd in een pand aan de Rue du Cloître Notre Dame in Parijs.
Het museum werd in 1951 opgericht om de geschiedenis van de kathedraal te tonen, door middel van archeologische objecten daterende uit de Romeinse tijd die tot in de 19e eeuw gevonden zijn in de cryptes. Er waren ook objecten uit archeologische opgravingen rond de kathedraal, tekeningen, ontwerpen/plattegronden en gravures van de kathedraal, schaalmodellen, moderne schilderijen en historische documenten waaronder een getekende petitie om de kathedraal te restaureren. Een paar ondertekenaars zijn Victor Hugo en Jean Auguste Dominique Ingres.
Het museum werd gesloten in 2008.
- Bibliothèque nationale de France: cb12213424t (data)
- International Standard Name Identifier: 0000 0001 2158 4605
- Système universitaire de documentation: 030789265
- Virtual International Authority File: 131106463